# Thébaïne
La thébaïne (C19H21NO3) est un des nombreux alcaloïdes présents dans l'opium.
Chimiquement proche de la codéine et de la morphine, elle est principalement utilisée pour créer des dérivés synthétiques (comme l'oxycodone, la naloxone ou l'hydrocodone (Vicodin) par exemple).
La thébaïne tire son nom de la ville de Thèbes, capitale de l'Égypte antique qui faisait commerce de l'opium plusieurs siècles av. J.-C. Elle a été découverte par Thibouméry en 1835.
La thébaïne est un poison convulsivant (par opposition aux poisons paralysants) et a été considéré comme un soporifique.